# Josef Augusta
Josef Augusta (ur. 24 listopada 1946 w Havlíčkovym Brodzie, zm. 16 lutego 2017 w Igławie) – czeski hokeista i trener. Srebrny medalista olimpijski z Innsbrucku

## Życiorys
Występował w napadzie, a w latach 1964–1982 był zawodnikiem HC Dukla Jihlava. Zawody w 1976 były jego jedynymi igrzyskami olimpijskimi. Z reprezentacją Czechosłowacji zdobył także brązowy medal mistrzostw świata w 1969 oraz srebrne w 1974, 1975 i 1978. Jako trener prowadził m.in. reprezentację Czech, zdobywając z nią złoto mistrzostw świata w 2000 i 2001. Prowadził ją także na igrzyskach olimpijskich w 2002.
Jego syn Patrik był hokeistą i medalistą olimpijskim.